# 财务导向经营
财务导向经营，财务导向经营的核心是财务引导经营朝既定的目标前行，经营是基础，财务是导航，通过财务数据的实时反馈，管理者可以对经营过程实现实时纠偏。财务管理的定位从最基础的财务会计核算，跃升至指导决策的财务决策管理。
要实现这个目标，“财务导向经营”核心是对经营过程进行标准化、数据化、目标化。标准化主要包括会计核算的标准化，管理报表上报内容的标准化等；数据化包括的经营过程的结果进行量化统计；而目标化则是建立基于经营、财务的全面预算管理体系。这些构成了较为完整数据管理体系，这些数据体系最终将以财务数据的口径反映给管理者以及一线员工，通过及时反馈目前量化的生产经营成果，量化经营成果与预算目标的差距，并通过合适的方式跟踪纠偏，最终实现企业全员“自主管理”，激发企业活力。